# Святенництво
Святенництво — показна (демонстративна) форма благочестя і побожності при таємній або явній невідповідності цим чеснотам. Різновид морального формалізму і лицемірства.
Суспільство негативно ставиться до проявів лицемірства, оскільки така поведінка розрахована головним чином на публіку чи для самовиправдання.